# 백가성
《백가성》(百家姓)은 우리나라에서는 잘 알려져 있지 않지만 옛 중국에서 천자문(天字文), 삼자경(三字經)과 더불어 소위 삼백천(三百千)이라 불리는 대표적인 아동용 학습서이다.  단순히 중국의 대표적인 성씨를 나열한 것이지만, 압운이 잘 되어있어 민간에 널리 펴져 중국인들에게 그 영향이 대단히 컸다.
이 책의 작자(편자)는 오대십국의 하나였던 오월국 어떤 백성이 지었다고 하나 구체적으로 알 길이 없다가 근래에 한국속기록학연구원에서 백가성 작자의 관복을 입은 초상화 1폭과 백가성(2)가 새겨진 목판을 처음으로 발견.소장하여 백가성 연구와 중국 성씨 연구에도 아주 중요한 자료로 보인다. 

## 개요
이름은 '백가성'이지만, 실제 수록된 성씨는 504종(단성 444개, 복성 60개)이다. 4자를 1구로 하여, 짝수 구의 끝에 운율을 달았다.

## 역사
백가성이 언제 만들어졌는지는 알려져 있지 않다. 백가성이 언급된 가장 오래된 예는 다음과 같다.
농가에서 10월에 아이를 학당에 보내 공부를 시키니, 이를 동학(冬學)이라 한다. 잡사(雜事) · 백가성 등을 읽는데, 이를 촌서(村書)라 한다.
(農家十月乃遣子入學、謂之冬學。所讀雜事・百家姓之類、謂之村書。)
— 육유, 《추일교거》(秋日郊居) 자주(自注)

육유와 같은 시대인 남송 시대의 문인 왕명청(王明淸)이 쓴 《옥조신지》(玉照新志)에서는, 백가성의 첫머리가 '조전손이'(趙錢孫李)로 되어 있는 점을 지적하여 남송 황제의 성인 조씨를 필두로 하고, 다음으로 오월의 전씨 · 전씨의 정비(正妃) 가문인 손씨 · 남당의 이씨 순으로 한 것으로 여겨 백가성은 송나라 초기의 항주 출신 인물이 쓴 것이라고 주장하였다.
현존하는 최고(最古)의 백가성 텍스트는 《사림광기》에 실린 원나라의 판본으로, 파스파 문자로 음이 기록되어 있다.
통행본에서는 '갑익환공'(蓋益桓公)까지가 단성, 그 이후로는 복성이 나열되어 있으나, 복성이 나오는 도중에 단성이 다시 나오기도 하는 등 끝부분으로 갈수록 배열이 뒤섞여 있다.

## 전문
복성은 굵은 글씨로 표기하였다.
조전손이 주오정왕(趙錢孫李 周吳鄭王) / 풍진저위 장심한양(馮陳褚衛 蔣沈韓楊)
주진우허 하여시장(朱秦尤許 何呂施張) / 공조엄화 김위도강(孔曹嚴華 金魏陶姜)
척사추유 백수두장(戚謝鄒喩 柏水竇章) / 운소반갈 해범팽낭(雲蘇潘葛 奚范彭郞)
노위창마 묘봉화방(魯韋昌馬 苗鳳花方) / 유임원류 풍포사당(兪任袁柳 酆鮑史唐)
비염잠설 뇌하예탕(費廉岑薛 雷賀倪湯) / 등은나필 학오안상(滕殷羅畢 郝鄔安常)
악우시부 피변제강(樂于時傅 皮卞齊康) / 오여원복 고맹평황(伍余元卜 顧孟平黃)
화목소윤 요소담왕(和穆蕭尹 姚邵湛汪) / 기모우적 미패명장(祁毛禹狄 米貝明臧)
계복성대 담송모방(計伏成戴 談宋茅龐) / 웅기서굴 항축동양(熊紀舒屈 項祝董梁)
두완남민 석계마강(杜阮藍閔 席季麻強) / 가노누위 강동안곽(賈路婁危 江童顔郭)
매성임조 종서구낙(梅盛林刁 鍾徐丘駱) / 고하채전 번호능곽(高夏蔡田 樊胡凌霍)
우만지가 잠관노막(虞萬支柯 昝管盧莫) / 경방구무 간해응종(經房裘繆 干解應宗)
정선비등 욱선항홍(丁宣賁鄧 郁單杭洪) / 포제좌석 최길유공(包諸左石 崔吉鈕龔)
정혜형활 배육영옹(程嵇邢滑 裴陸榮翁) / 순양어혜 견국가봉(荀羊於惠 甄麴家封)
예예저근 급병미송(芮羿儲靳 汲邴糜松) / 정단부무 오초파궁(井段富巫 烏焦巴弓)
목외산곡 차후복봉(牧隗山谷 車侯宓蓬) / 전치반앙 추중이궁(全郗班仰 秋仲伊宮)
영구난포 감두여융(甯仇欒暴 甘鈄厲戎) / 조무부류 경첨속용(祖武符劉 景詹束龍)
섭행사소 고여계박(葉幸司韶 郜黎薊薄) / 인숙백회 포태종악(印宿白懷 蒲邰從鄂)
삭함적뇌 탁인저몽(索咸籍頼 卓藺屠蒙) / 지교음울 서능창쌍(池喬陰鬱 胥能蒼雙)
문신당적 담공노방(聞莘黨翟 譚貢勞逄) / 희신부도 염재역옹(姬申扶堵 冉宰酈雍)
극거상계 복우수통(郤璩桑桂 濮牛壽通) / 변호연기 겹포상농(邊扈燕冀 郟浦尙農)
온별장안 시구염충(溫別莊晏 柴瞿閻充) / 모연여습 환애어용(慕連茹習 宦艾魚容)
상고역신 과요유종(向古易愼 戈廖庾終) / 글거형보 도경만홍(暨居衡步 都耿滿弘)
광국문구 광녹궐동(匡國文寇 廣祿闕東) / 구수옥이 울월기융(歐殳沃利 蔚越夔隆)
사공고섭 조구오융(師鞏庫聶 晁勾敖融) / 냉자신감 나간요공(冷訾辛闞 那簡饒空)
증무사먀 양국수풍(曾毋沙乜 養鞠須豊) / 소관괴상 사후형홍(巢關蒯相 査后荊紅)
유축권녹 갑익환공(游竺權逯 蓋益桓公) / 묵기사마 상관구양(万俟司馬 上官歐陽)
하후제갈 문인동방(夏侯諸葛 聞人東方) / 혁련황보 울지공양(赫連皇甫 尉遲公羊)
담대공야 종정복양(澹臺公冶 宗政濮陽) / 순우선우 태숙신도(淳于單于 太叔申屠)
공손중손 헌원영호(公孫仲孫 軒轅令狐) / 종리우문 장손모용(鍾離宇文 長孫慕容)
선우여구 사도사공(鮮于閭丘 司徒司空) / 기관사구 장독자거(亓官司寇 仉督子車)
전손단목 무마공서(顓孫端木 巫馬公西) / 칠조악정 양사공량(漆雕樂正 壤駟公良)
탁발협곡 재보곡량(拓跋夾谷 宰父穀梁) / 진초염법 여언도흠(晉楚閆法 汝鄢涂欽)
단간백리 동곽남문(段干百里 東郭南門) / 호연귀해 양설미생(呼延歸海 羊舌微生)
악수구항 황후유금(岳帥緱亢 況後有琴) / 양구좌구 동문서문(梁丘左丘 東門西門)
상모사이 백상남궁(商牟佘佴 伯賞南宮) / 묵합초단 연애양퉁(墨哈譙笪 年愛陽佟)
제오언복 백가성종(第五言福 百家姓終)
- 마지막 구절인 '백가성종'은 성씨에 포함하지 않는다. 다만 각기 단성으로 존재하기는 하나 모두 희성이며, 가씨와 종씨는 앞의 구에 이미 수록되어 있다.
- '제오언복' 다음 구절이 '죽곡맥과 백가성속'(竹曲麥過 百家姓續)으로 된 판본도 있다.

## 후세로의 영향
백가성에는 한족의 모든 성씨가 실린 것은 아니기 때문에, 누락된 성씨를 후세에 싣고자 하는 움직임이 있었다. 명나라의 오침(吳沈)은 1,968종의 성씨를 수록한 《천가성》(千家姓)을 지었으며, 옌양판(严揚帆)이 1981년에 발표한 《신편천가성》(新編千家姓)은 3,107종이 수록되어 있다. 물론 한족의 성씨는 이보다 훨씬 많다.

## 같이 보기
- 중국의 성씨